# Arkadź Zakreuski
Arkadź Dzmitryjewicz Zakreuski (biał. Аркадзь Дзмітрыевіч Закрэўскі, ros. Аркадий Дмитриевич Закревский, Arkadij Dmitrijewicz Zakriewski; Arkadij D. Zakrevskij ur. 22 maja 1928 w Leningradzie, zm. 24 lutego 2014 w Mińsku) − radziecki i białoruski naukowiec; cybernetyk, specjalista w dziedzinie projektowania układów cyfrowych, doktor nauk technicznych (odpowiednik polskiego stopnia doktora habilitowanego), członek korespondent Narodowej Akademii Nauk Białorusi.

## Życiorys
Urodził się w Leningradzie w roku 1928 w rodzinie o pochodzeniu białoruskim. W 1956 roku ukończył Tomski Uniwersytet; w 1956-1961 był na studiach doktoranckich, od 1959 podjął na tejże uczelni pracę jako wykładowca, pełnił funkcje kierownika laboratorium w Syberyjskim Instytucie Fizyko-Technicznym i kierownika Katedry logiki matematycznej i programowania na Uniwersytecie Tomskim. Stworzył zespół naukowy, który zajmował się (jako jeden z pierwszych w Związku Radzieckim) cybernetyką. Opublikował szereg prac z zakresu syntezy logicznej, opracował język programowania Ljapas (LYaPAS), przeznaczony do przedstawiania algorytmów logicznych i kombinatorycznych. Zespół pod kierownictwem A.D. Zakreuskiego rozwinął się w jedną z najbardziej znaczących radzieckich szkół naukowych w zakresie cybernetyki.
W roku 1971 przeniósł się z grupą współpracowników do Mińska i organizował w Instytucie Cybernetyki Technicznej Akademii Nauk Białorusi (od roku 2002 Zjednoczony Instytut Problemów Informatyki) Zakład programowania systemowego i syntezy logicznej (obecnie Zakład projektowania logicznego). W 1972 roku został członkiem korespondentem Narodowej Akademii Nauk Białorusi. Był kierownikiem organizowanego przez siebie Zakładu do roku 1994. Wykładał na Białoruskim Uniwersytecie Państwowym i na Białoruskim Państwowym Uniwersytecie Informatyki i Radioelektroniki.

## Obszary działalności naukowej
- Teoria układów logicznych: opracował macierzowy aparat matematyczny dla analizy, syntezy i diagnostyki układów PLA
- Programowanie algorytmów logicznych i kombinatorycznych: opracował język i system programowania Ljapas, skuteczne dla przedstawienia algorytmów takiego rodzaju
- Komputerowe wspomaganie projektowania układów cyfrowych: minimalizacja funkcji logicznych i układów funkcji logicznych, systemy komputerowego wspomagania projektowania
- Metody sztucznej inteligencji: generalizacja teorii funkcji boolowskich, rozumowanie logiczne, systemy ekspertowe
- Metody projektowania sterowników logicznych: współbieżne algorytmy sterowania logicznego (opracował język PRALU dla opisu takich algorytmów), teoria automatów współbieżnych, metody weryfikacji i syntezy
- Problemy kombinatoryczne: obliczenia w przestrzeni boolowskiej i jej generalizacjach, problemy kombinatoryczne macierzowe i grafowe, układy równań logicznych

## Najważniejsze publikacje
Arkadź Zakreuski jest autorem ponad 500 prac naukowych. Do książek jego autorstwa należą m.in.:
- Алгоритмический язык ЛЯПАС и автоматизация синтеза дискретных автоматов. Томск,1966;
- LYaPAS: A programming language for logic and coding algorithms. N.-Y.; L.: Academic Press, 1969 (with M.A.Gavrilov).
- Алгоритмы синтеза дискретных автоматов. М.: Наука, 1971, 512 с.
- Логические уравнения. Мн.: Наука и техника, 1975, 96 с.
- Логический синтез каскадных схем. М.: Наука, 1981, 416 с.
- Boolesche Gleichungen: Theorie, Anwendung, Algorithmen. Berlin: VEB Verlag Technik, 1984 (mit D.Bochmann, Ch.Posthoff), 304 p.
- Логика распознавания. Мн.: Наука и техника, 1988, 118 с.
- Параллельные алгоритмы логического управления. Мн.: Ин-т технической кибернетики АН Беларуси, 1999, 202 с.
- Combinatorial algorithms of discrete mathematics. Tallinn: TUT Press, 2008, 192 p. (with Yu. Pottosin, L. Cheremisinova);
- Optimization in Boolean space. Tallinn: TUT Press, 2009, 241 p. (with Yu. Pottosin, L. Cheremisinova);
- Design of logical control devices. Tallinn: TUT Press, 2009, 304 p. (with Yu. Pottosin, L. Cheremisinova).
- Combinatorial Calculations in Many-Dimensional Boolean Space. Tallinn: TUT Press, 2012, 121 p.
- Solving Large Systems Logical Equations. Tallinn: TUT Press, 2013, 114 p.